# Bruno Menardi
Bruno Menardi Gimi (Cortina d'Ampezzo, 1º giugno 1939 – Cortina d'Ampezzo, 18 febbraio 1997) è stato un bobbista e alpinista italiano, attivo negli anni sessanta.

## Carriera sportiva

### Nazionale
Nel 1966 prese parte ai campionati mondiali di bob che si svolsero a Cortina d'Ampezzo. Menardi doveva gereggiare nel bob a quattro ma le gare furono interrotte a causa della morte del pilota tedesco Toni Pensperger. Infatti il bob a quattro pilotato dallo stesso Pensperger uscì dal tracciato insieme a tutto l'equipaggio della nazionale della Germania Ovest.

### Campionati italiani
Bobbista frenatore del Bob Club Cortina vince nel 1963 una medaglia di bronzo nel Campionato italiano di bob a due in coppia con Luciano Alberi, per poi diventare per due anni consecutivi campione d'Italia nel bob a quattro (1965 e 1966), gareggiando come intermedio con due equipaggi diversi da un anno all'altro.

## Carriera alpinistica
Alpinista del gruppo Scoiattoli di Cortina, e guida alpina di professione del 1963, Menardi ha aperto vie nuove e compiuto alcune prime ascensioni:
- 26 giugno 1960 = parete SO, punta Fiames, 5°
- 22 giugno 1963 = via Paolo VI, pilastro di Rozes, 6°superiore
- 15 luglio 1964 = spigolo Strobel, Rocchetta alta di Bosconero, 6°
- 26 giugno 1966 = spigolo S, Vallon Bianco del monte Fanis, 6°superiore
- 21 luglio 1967 = via Germana, Torre Grande di Cinque Torri, 6°superiore
- 13 marzo 1969 = parete SO, Cima Scottoni, 6°